# Armillaria obscura
Armillaria obscura är en svampart som först beskrevs av Jakob Christan Schaeffer, och fick sitt nu gällande namn av Herink 1973. Armillaria obscura ingår i släktet Armillaria och familjen Physalacriaceae.   Inga underarter finns listade i Catalogue of Life.